# Tepehuacán de Guerrero
Tepehuacán de Guerrero är en ort i Mexiko.   Den ligger i kommunen Tepehuacán de Guerrero och delstaten Hidalgo, i den sydöstra delen av landet, 180 km norr om huvudstaden Mexico City. Tepehuacán de Guerrero ligger 891 meter över havet och antalet invånare är 1 061.
Terrängen runt Tepehuacán de Guerrero är bergig norrut, men söderut är den kuperad. Runt Tepehuacán de Guerrero är det ganska glesbefolkat, med 36 invånare per kvadratkilometer. Närmaste större samhälle är Chapulhuacán, 17,2 km norr om Tepehuacán de Guerrero. I omgivningarna runt Tepehuacán de Guerrero växer huvudsakligen savannskog.